# Marguerite Yourcenar
Marguerite Yourcenar, pseudonimo di Marguerite Antoinette Jeanne Marie Ghislaine Cleenewerck de Crayencour (Bruxelles, 8 giugno 1903 – Mount Desert (Maine, USA), 17 dicembre 1987), è stata una scrittrice, poetessa e saggista francese con cittadinanza statunitense.
Fu la prima donna eletta membro dell'Académie française, oltre che la prima autrice vivente la cui opera fu pubblicata nella Bibliothèque de la Pléiade, nel 1982.

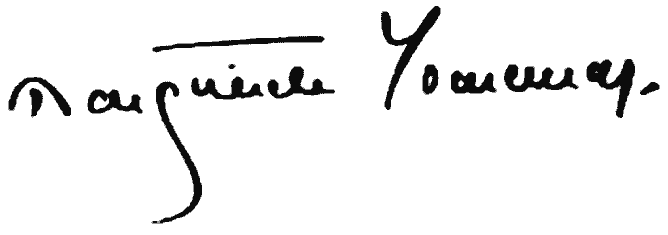
Autografo di Marguerite Yourcenar

## Biografia

### Infanzia e formazione
Il padre era Michel Cleenewerck de Crayencour, di famiglia di antica borghesia, originaria delle Fiandre francesi (era figlio di una ricca proprietaria terriera, Noemi Dufresne), rappresentava la parte francese della famiglia. La madre Ferdinande de Cartier de Marchienne, belga di nobile stirpe, morì dieci giorni dopo la nascita di Marguerite, a causa di setticemia e peritonite insorte in seguito al parto. Marguerite studiò con tutori privati e crebbe nell'immensa villa della nonna Noemi a Mont Noir, nel comune di Saint-Jans-Cappel, nel Nord della Francia.
La bambina si dimostra subito una lettrice precoce, interessandosi a soli otto anni alle opere di Jean Racine e Aristofane: addirittura a dieci anni impara il latino e a dodici il greco pur di poter leggere i testi originali di Aristofane ed altri oratori antichi greci e romani. Poi, all'età di diciassette anni, da poco trasferitasi a Nizza, Marguerite pubblica sotto lo pseudonimo di "Marguerite Yourcenar" il suo primo libro di poesie: sceglie questo pseudonimo con l'aiuto del padre, anagrammando il cognome (Crayencour, appunto). Nel 1924, in occasione di un viaggio in Italia, visita per la prima volta Villa Adriana e inizia la stesura dei primi Carnets de notes de Mémoires d'Hadrien (Taccuini di note delle poi divenute celeberrime Memorie di Adriano).
Nel 1937 a Parigi Marguerite fa un incontro fondamentale per la sua carriera e per la sua vita: quello con Grace Frick, allora insegnante di letteratura inglese, che sarà la sua compagna per il resto della vita.
Nel 1939, allo scoppio della seconda guerra mondiale, si trasferisce negli Stati Uniti d'America (prenderà la cittadinanza americana nel 1947), pur continuando sempre a scrivere in francese. Negli Stati Uniti insegna letteratura francese e storia dell'arte dal 1942 al 1950 e dal 1952 al 1953. Inizia così un decennio di privazioni, che ella stessa definirà più tardi come il più difficile della sua vita. Questo periodo della sua vita si conclude con la pubblicazione delle Mémoires d'Hadrien (Memorie di Adriano), sicuramente il suo libro di maggior successo. A partire da questo momento, Yourcenar comincia una serie di viaggi in giro per il mondo, che conosceranno una pausa solo per l'aggravarsi delle condizioni di salute della sua compagna, che la porteranno alla morte nel 1979. Dopo la morte di Grace Frick la scrittrice conosce Jerry Wilson, che diventerà presto una delle sue più intense passioni. Ma neanche lui le sopravvive.

### Carriera
Come accennato, esordì come autrice in poesia, con la raccolta Le jardin des chimères (Il giardino delle chimere), pubblicata a proprie spese nel 1921. La prima opera pubblicata da una casa editrice è un romanzo del 1929: Alexis o il trattato della lotta vana, dove si affaccia per la prima volta il tema dell'omosessualità vissuta come un intenso dramma. Da lì comincia per la scrittrice una carriera che le procurerà la notorietà internazionale.
Nel periodo che va dal 1932 al 1938 pubblica il romanzo Moneta del sogno, ambientato nell'Italia fascista, Fuochi, una raccolta di prose liriche ispirata dal suo amore non corrisposto per André Fraigneau, e Novelle orientali, una serie di racconti ispirati a miti e leggende dell'Estremo Oriente, della Grecia e dei Balcani.

Attratta dal romanzo di ambientazione storica, scrive le Memorie di Adriano, il suo capolavoro, in cui alla crisi personale di un imperatore illuminato, giunto alla fine della sua vita, si sovrappone il crepuscolo dell'impero romano, avviato verso una fine annunciata. Per il suo capolavoro Memorie di Adriano venne candidata al premio Nobel per la letteratura.

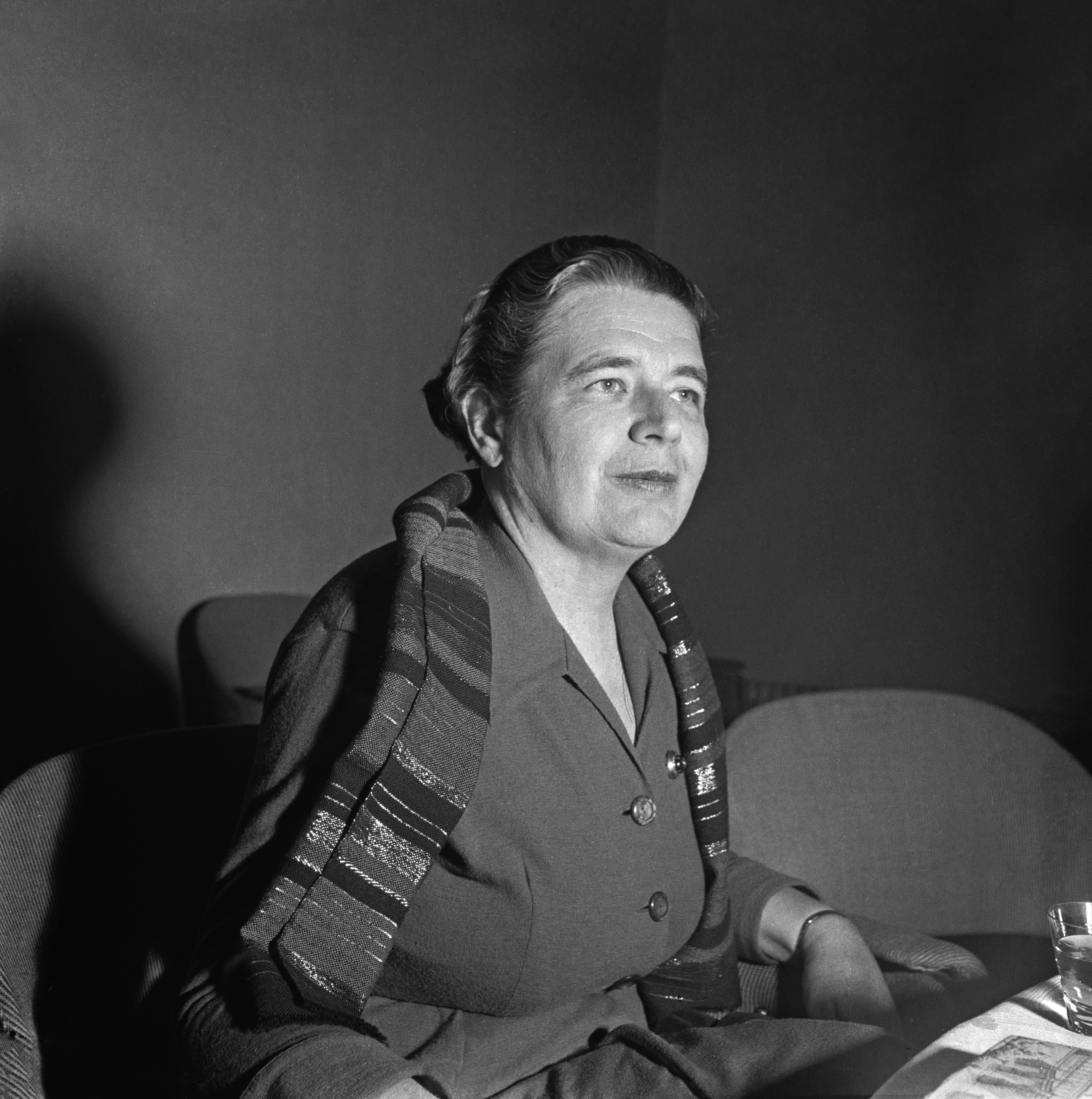
Marguerite Yourcenar in Finlandia nel 1954

L'opera al nero è un altro romanzo di genere storico ambientato nel tardo Rinascimento con protagonista il medico-filosofo Zénon. Anche qui la storia è una cornice disegnata intorno alle tormentate vicende dei protagonisti, con sottili risvolti psicologici apparentemente fuori tempo - per troppa modernità - rispetto all'epoca in cui i personaggi vengono fatti agire; è ciò che verrà definito la modernità del passato. Infatti modernissimo è il discorso in cui Zénon enuncia sinteticamente la sua filosofia dicendo:
Come l'acqua che scorre, pubblicato nel 1982, raccoglie tre racconti storici di ambiente secentesco, ambientati fra l'Italia e le Fiandre. Il primo, Anna, soror..., fu scritto nel 1925 dopo un soggiorno della donna a Napoli, dove si svolge il racconto intimo e delicato della passione incestuosa di Anna per il fratello Miguel. Il secondo, Un uomo oscuro, ci fa seguire le peregrinazioni di Nathanael (un altro dei grandi personaggi yourcenariani), il suo amore per la prostituta Sarai, il servizio presso una nobile famiglia e la silenziosa fine nella solitudine di un'isola. L'ultimo racconto, Una bella mattina, si ricollega alla vicenda di Un uomo oscuro narrando la storia di Lazaro, figlio di Saraí e Nathanael, e della sua vocazione di attore.
Nella trilogia Il labirinto del mondo, Yourcenar passa dalla storia del mondo a quella più ristretta nel microcosmo della sua famiglia, un'autobiografia familiare attraverso le generazioni.
Scrisse anche numerosi saggi e racconti di viaggio, confluiti nelle raccolte Con beneficio d'inventario, Il tempo, grande scultore, Pellegrina e straniera e Il giro della prigione.
Nel 1980, succedendo a Roger Caillois, viene eletta membro della Académie française: fu la prima donna entrata a farne parte.

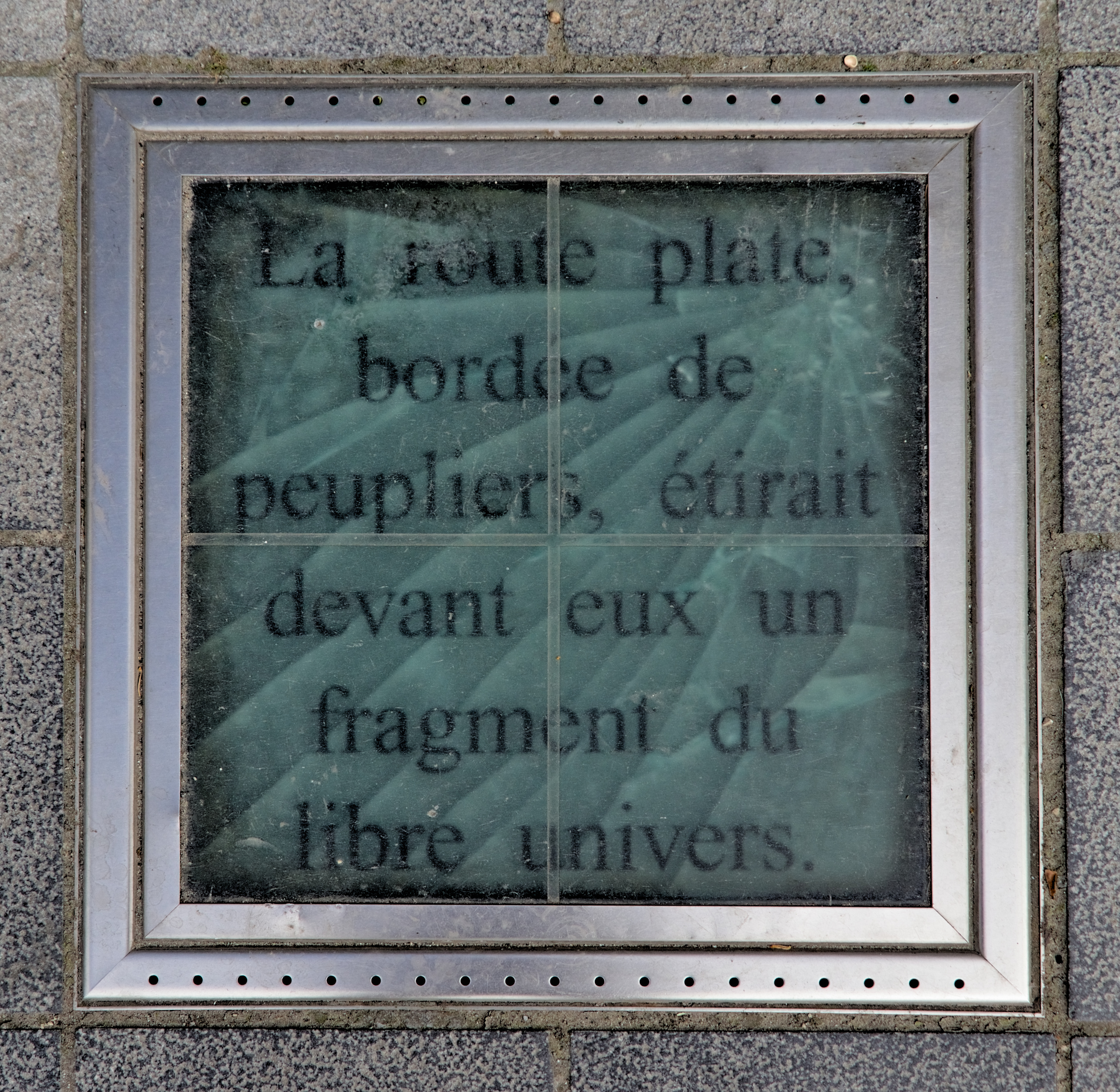
Citazione tratta dal romanzo storico della Yourcenar L'opera al nero, omaggio a Egmont Park

Marguerite Yourcenar muore presso l'ospedale di Bar Harbor, sull'isola di Mount Desert (Maine, USA), il 17 dicembre 1987.

## Vita privata
Marguerite Yourcenar è sempre stata dichiaratamente bisessuale (uno dei motivi per cui il tema dell'omosessualità ricorre frequentemente nella sua opera). Ebbe una relazione (che lei definiva "coniugale") con Grace Frick. Dopo la morte della donna, avvenuta nel 1979, ebbe una relazione con Jerry Wilson.

## Riconoscimenti
- 1968 - Prix Femina
  - Vincitrice per L'opera al nero
- 1972 - Prix Prince-Pierre-de-Monaco
  - Vincitrice per la carriera
- 1974 - Grand Prix national des lettres[6]
  - Vincitrice per Care memorie
- 1977 - Gran premio di letteratura dell'Accademia francese[7]
  - Vincitrice per Archivi del Nord
- 1983 - Premio Erasmo
  - Vincitrice per la carriera

## Opere

### Romanzi
- Alexis o il trattato della lotta vana (Alexis ou le Traité du vain combat, 1929), trad. di Maria Luisa Spaziani, Milano, Feltrinelli, 1962.
- La Nouvelle Eurydice, 1931.
- Moneta del sogno (Denier du rêve, 1934), trad. di Oreste Del Buono, Milano, Bompiani, 1984; trad. di Stefania Ricciardi, Milano, Bompiani, 2017.
- Il colpo di grazia (Le Coup de grâce, 1939), trad. di Maria Luisa Spaziani, Milano, Feltrinelli, 1962.
- Memorie di Adriano (Mémoires d'Hadrien, 1951), trad. di Lidia Storoni Mazzolani, Torino, Einaudi, 1963; con i Taccuini di appunti, Torino, Einaudi, 1981-2025.
- L'opera al nero (L'Œuvre au noir, 1968), trad. di Marcello Mongardo, Milano, Feltrinelli, 1969.

### Racconti e novelle
- Fuochi (Feux, Grasset, Paris c1935, stampa 1936), trad. di Maria Luisa Spaziani, Milano, Bompiani, 1984.
- La mort conduit l'attelage, 1934.
- Novelle orientali (1938), trad. di Maria Luisa Spaziani, Milano, Rizzoli, 1983.
- Come l'acqua che scorre. Tre racconti (1982), trad. di Maria Caronia, Torino, Einaudi, 1983. [Contiene: Anna, soror (1981), Un uomo oscuro e Una bella mattina]
- Le Cheval noir à tête blanche, 1985.
- Racconto azzurro e altre novelle (1993, postumo), trad. di Francesco Saba Sardi, Milano, Bompiani, 1993. (contiene i racconti giovanili Racconto azzurro, La prima sera, Maleficio)

### Memorie:Le Labyrinthe du monde
Parte della trilogia Il labirinto del mondo:
- I. Care memorie (Souvenirs pieux, 1974), trad. di Graziella Cillario, Torino, Einaudi, 1981.
- II. Archivi del Nord (Archives du Nord, 1977), trad. di Graziella Cillario, Torino, Einaudi, 1982.
- III, Quoi? L'Éternité (1988), trad. di Graziella Cillario, Torino, Einaudi, 1989. [postumo]

### Saggistica
- Pindare, 1932. (biografia del poeta greco)
- Les Songes et le Sorts, 1938.
- Con beneficio d'inventario (Sous bénéfice d'inventaire, 1962), trad. di Fabrizio Ascari, Milano, Bompiani, 1985.
- Ah, mon beau château, 1962. (studio storico sul castello di Chenonceau)
- Mishima o la visione del vuoto (Mishima ou la Vision du vide, 1981), trad. di Laura Frausin Guarino, Milano, Bompiani, 1982.
- Sur quelques thèmes érotiques et mystiques de la Gita-Govinda - L'Andalousie ou les Hespérides, 1982.
- Il Tempo, grande scultore (Le Temps, ce grand sculpteur, 1983), trad. di Giuseppe Guglielmi, Collana Supercoralli, Torino, Einaudi, 1985, ISBN 978-88-065-7760-5; Collana ET. Letteratura n.175, Einaudi, 1994, ISBN 978-88-061-3461-7.
- La Voix des choses, 1987. (raccolta di testi scelti da Marguerite Yourcenar, illustrati da photos di Jerry Wilson)
- Les Trente-Trois Noms de Dieu-Le Livre d'Adresse, 1988. (saggio da un diario seguito da poesie)
- Pellegrina e straniera (En pèlerin et en étranger, 1989) , trad. di Elena Giovanelli, Torino, Einaudi, 1990, ISBN 978-88-061-2219-5.
- Il giro della prigione (Le Tour de la prison, 1991), trad. di Fabrizio Ascari, Milano, Bompiani, 1991.
- Sources II, 1999.
- Scritto in un giardino, trad. di Carlo Angelino, Genova. Il melangolo, 2004, ISBN 978-88-701-8520-1.
- Il segreto e il sacro. Saggi sulla letteratura e sulla traduzione, 1966-1984, Postfazione e cura di Camillo Faverzani, Roma, Bulzoni, 2009, ISBN 978-88-787-0373-5.
- La mente nera di Piranesi, trad. di Fabrizio Ascari, Tesserete (Svizzera), Pagine d'arte, 2016, ISBN 978-88-965-2986-7.

### Poesia
- Le Jardin des Chimères, 1921.
- Les dieux ne sont pas morts, 1922.
- Feux, 1936. (poemi in prosa)
- I doni di Alcippe (Les Charités d'Alcippe, 1956), trad. di Manrico Murzi, Milano, Bompiani, 1987.
- Écrit dans un jardin, 1992. (poema illustrato da Pierre Albuisson)
- I trentatré nomi di Dio (Les Trente-Trois Noms de Dieu), trad. di Ginevra Bompiani, Roma, Nottetempo, 2003.

### Teatro
- Tutto il teatro, trad. di Luca Coppola e Giancarlo Prati, Milano: Bompiani, 1988 (contiene: Dare a Cesare, La sirenetta, Il dialogo nella palude, Elettra o La caduta delle maschere, Il mistero di Alcesti e Chi non ha il suo minotauro?)

### Epistolari
- M. Yourcenar-Atanasio Mozzillo, Varius multiplex multiformis. Dialogo a distanza su Adriano, nota introduttiva di Georges Vallet, Sorrento-Napoli: Franco di Mauro, 1991.
- Lettere ai contemporanei, a cura di Valeria Gianolio, trad. di Sonia Piloto di Castri e Marco di Castri, Collana Supercoralli, Torino: Einaudi, 1995, ISBN 978-88-061-3892-9.
- Paolo Zacchera, Un'amicizia particolare. Corrispondenza e incontri con Marguerite Yourcenar, a cura di Françoise Fiquet, Apeiron: Sant'Oreste, 2013; col titolo Da Mount Desert Island al Monterosso. Corrispondenza (1978-1987), Apeiron, 2023. [contiene trenta lettere inedite e cartoline dell'autrice]

### Conversazioni e interviste
- Ad occhi aperti. Conversazioni con Matthieu Galey, trad. di Laura Guarino, Milano: Bompiani, 1982.
- Dalla storia al cosmo. Interviste sull'opera e sul divenire 1971-1979, a cura di Camillo Faverzani, Roma: Bulzoni, 2004, ISBN 978-88-831-9922-6. [contiene due interviste condotte da Patrick de Rosbo e da Jacques Chancel per la radio francese]

### Raccolte complessive
- Opere, vol. 1: Romanzi e racconti, Collana Classici, Milano: Bompiani, 1986 (contiene: Alexis o il trattato della lotta vana; Il colpo di grazia; Moneta del sogno; Memorie di Adriano; L'opera al nero; Anna, soror...; Un uomo oscuro; Una bella mattina; Fuochi; Novelle orientali)
- Opere, vol. 2: Saggi e memorie, Collana Classici, Milano: Bompiani, 1992. (contiene: Premessa all'edizione francese; Con beneficio d'inventario; Mishima o la visione del vuoto; Il tempo grande scultore; Pellegrina e straniera; Il giro della prigione; Care memorie; Archivi del Nord; Quoi? L'éternité; Pindaro; I sogni e le sorti; Dossier dei "Sogni e le sorti"; Articoli non raccolti in volume)

## Adattamenti cinematografici
- Nel 1976 il regista tedesco Volker Schlöndorff gira il film Colpo di grazia, tratto dal romanzo omonimo;
- Il film del 1988 L'opera al nero, girato dal regista belga André Delvaux e interpretato da Gian Maria Volonté, è tratto dal romanzo omonimo.